# 都留文科大學
都留文科大學（Tsuru University）是位於日本山梨縣都留市的一所公立大學。它是日本唯一一所擁有教員培養系的公立大學。一般被簡稱為“都留文”（つるぶん，tsurubun）或“都留大”（つるだい，tsurudai）；在當地的市民與學生之間被簡稱為“文大”（ぶんだい，bundai）。

## 校史
都留文科大學源自於1953年所創設的山梨縣立臨時教員培養所。起初這所學校是為了避免第二次世界大戰後的教師數量嚴重欠缺而創立的。它位於東京西面的山梨縣舊谷村町上谷（現屬都留市）。培養所的入學資格為高級中學文憑以上的學歷，招收人員限制在50名以內，學習年限為一年，並免收一切學費。為當地的教員需求做出了莫大的貢獻。此後，於1955年其經營母體由山梨縣轉托與新成立的都留市，原教員培養所則轉換為都留短期大學，成為一所公立短期大學。當時由初等教育學科和商業學科兩個學部組成。學校的重心仍然在教員培養方面。於1960年學校升格為四年制的都留市立都留文科大學，成為日本唯一一所有教員培養系的公立大學。一直以來該校面向日本全國培養出了眾多教師，為日本的教師資源做了不小的貢獻。

## 学部・大学院

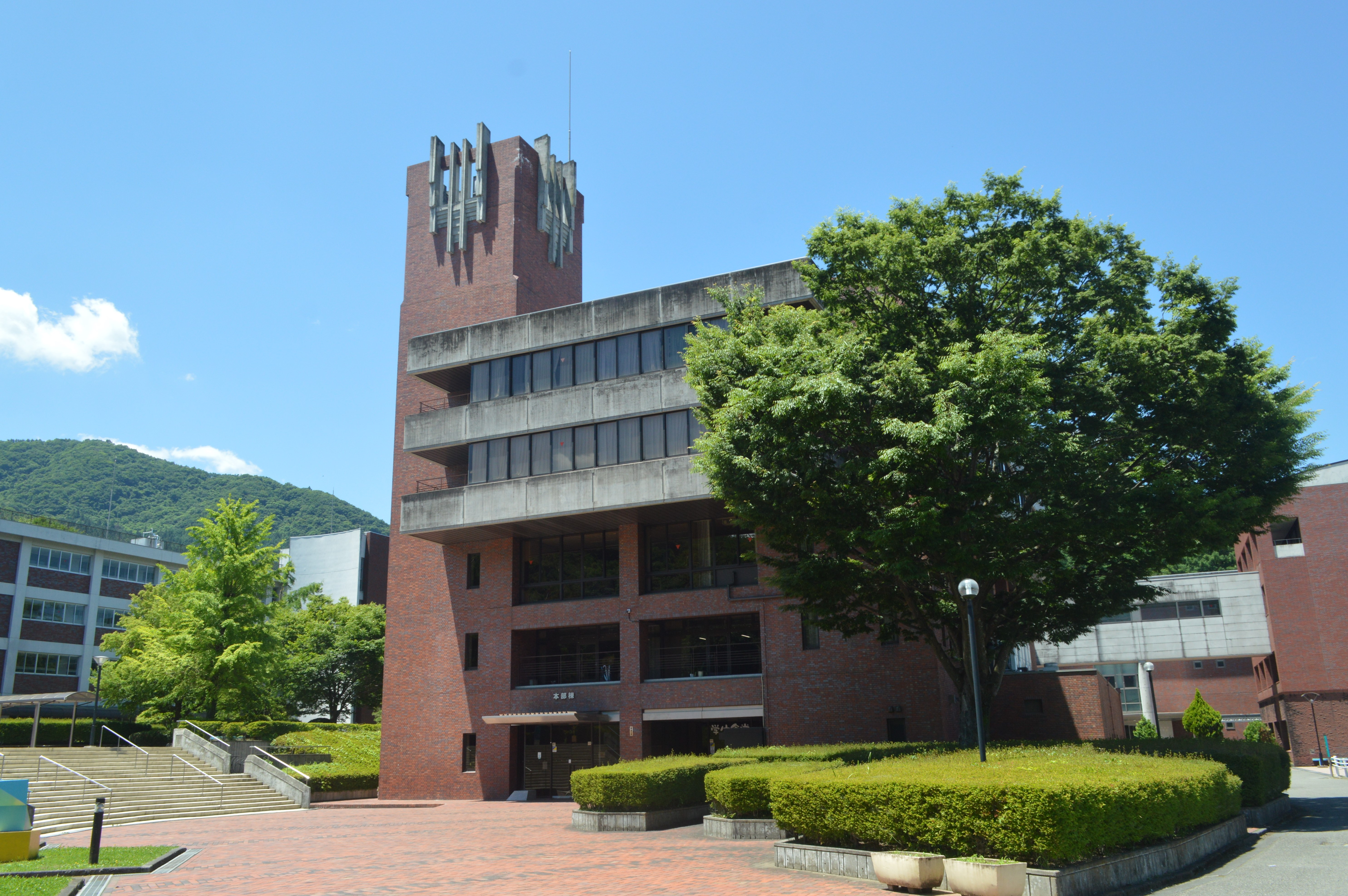
都留文科大學本部棟

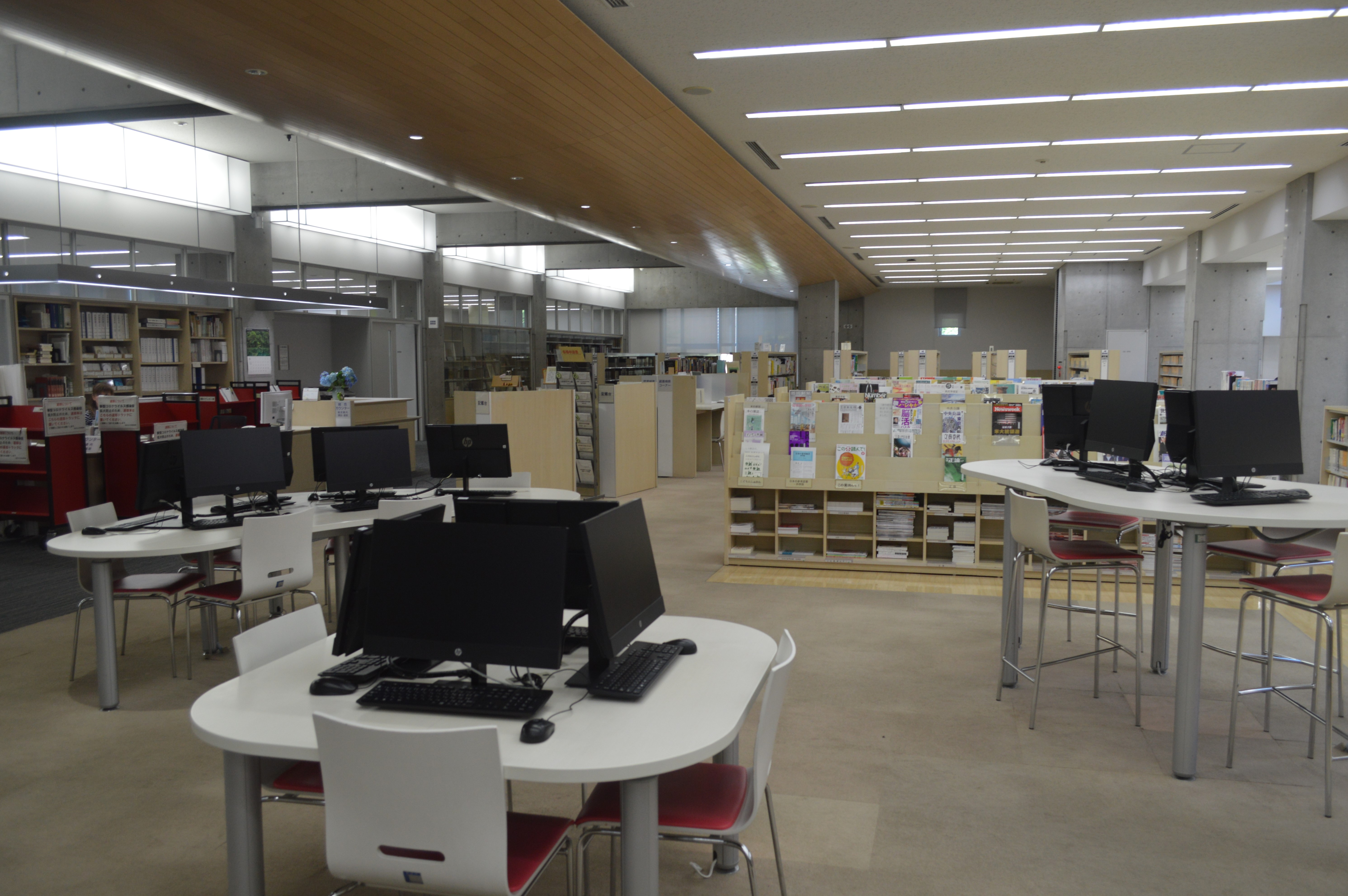
大学附属图书馆

- 文学部
  - 初等教育学科
    - 教育実践学系
    - 臨床教育学系
    - 心理臨床系
    - 国語系
    - 社会科学系
    - 算数・数学系
    - 自然環境科学系
    - 生活環境科学系
    - 音楽系
    - 美術系
    - 体育系

  - 国文学科
  - 英文学科
  - 社会学科
    - 現代社会専攻
    - 環境社区創造専攻

  - 比較文化学科
- 文学専攻科
  - 教育学専攻
- 文学研究科
  - 臨床教育実践学専攻
  - 国文学専攻
  - 英語英美文学専攻
  - 社会学地域社会研究専攻
  - 比較文化専攻

## 建学精神
以「菁莪育才」為學訓，以探求「人文科学」為理念。「菁莪育才」出典於《詩經》四始之一《小雅》中的“箐箐者莪，樂育才也”。「人文科学」顧名思義即指大学名稱中的「文科」。

## 学校概况

### 地理环境
都留文科大学坐落于著名的富士山山麓。周围分布着由河口湖，山中湖，西湖，本栖湖，精進湖这5座风格不同的淡水湖所组成的名胜度假景点富士五湖。大学的特色之一就在于它地处在这个优雅的自然环境当中。运气好的话，在校内散步时还可以见到栖息在园内的飞鼠，红蜻蜓，松鼠，各种鸟类等小动物。在一年四个季节里可以体会到丰富多彩的自然面孔。同时，这里也是一个十分适合学生静心钻研课程的优良学习环境。学校附近有一所保持多项吉尼斯世界纪录而闻名的富士山主题公园、富士急高原乐园。很多在校生利用休假期间在该乐园旗下各业进行短期工作为自己积累社会经验以及积攒生活资金。另外，校园距离首都中心的东京23区乘电车大约1个半小时左右。在这个文化，金融，政治，学术的全国中心，学生可以在就读的过程中找到适合自己未来发展的机会。

### 学校特征
学校大致可以分为五个学系和五个专攻研究科。全校师生大约在3000人左右，是一所规模很小的公立大学。但却占据学校所在地都留市全体人口的约10分之1。所以，都留市也是日本拥有公立大学最小的城市之一；从而使学生和大学与当地和当地市民之间有着非常密切的独特关系。当地自从江户时代就有着重视文化教育的风土气息，如今大学仍然是这片土地最重要的存在。大学在校生的99%以上都来自于当地以外的日本全国各个省市。北从北海道，南至冲绳县，基本上来自日本任何省（县）的学生在这里都可以找到。这个独特条件也给学校营造了一个与众不同的校园氛围。另外，由于大学不具备宿舍设施，所以除了来自近邻地区（如东京，神奈川等地）的一部分学生是从自家上学外，90%以上的学生都是在都留市内自行租房寄宿。因此，可以说本身小巧的都留市就成了一座名副其实并且充满着生活气息的学园都市。

## 附属学校
- 都留文科大学附属小学校

于1964年设置。是日本唯一一所公立大学附属小学。同时也是日本唯一一所与普通制度学校拥有相同运营程序的大学附属小学。具备面向大学学生的教育实习，对外公开讲课，教育研究会等与大学之间的相互协力关系。

## 与他大学的提携
EAP
EAP（Education Abroad Program）指的是與以下加利福尼亞大学各校之间组成的學術互換留學制度。
- 柏克萊加利福尼亞大學
- 洛杉磯加利福尼亞大學
- 戴維斯加利福尼亞大學
- 爾灣加利福尼亞大學
- 聖地牙哥加利福尼亞大學
- 舊金山加利福尼亞大學
- 聖塔芭芭拉加利福尼亞大學
- 聖塔克魯茲加利福尼亞大學
- 美熹德加利福尼亞大學
- 河濱加利福尼亞大學

（在日本與以上各校相提攜EAP制度的大學共有10校：
- 東京大学、大阪大学、一橋大学、東北大学、都留文科大学、
- 早稲田大学、慶應義塾大学、同志社大学、国際基督教大学、明治学院大学）

與中國湖南師範大学制訂了交換交流協定
與美國中西部地區的私立學院St. Norbert College（SNC）制訂了指定校留學協定
與韓國韓國外國語大學制定了交換交流協定
與中國上海外國語大學指定了交換交流協定
此外與以下大學相提攜了語言研修課程：
- 加拿大公立里贾纳大学
- 美國公立夏威夷大学
- 中國公立山西師範大学

## 合格難度與社會風評
由代ゼミ發布的2013年日本國公立大学入学難度排行榜，都留文科大学在国際・社会学系以及人類文化（文学・文化・語学・史学 / 教育・心理）学系當中排名前十，其中初等教育学科在教員培養系排名被列為第一，在河合塾發布的偏差値排名被列為第三（僅次於東京学藝大学）。
由於大學的規模及校方的教育重心等的影響下，大學本身的影響力大多只限於教育界等方面，對於企業及社會的影響力非常的低。但因為大學本身所擁有獨特的教學環境，使畢業生的素質及能力都獲得了一定的評價。另外，畢業生的升學率也不低，一般主要升學至東京大学大学院、京都大学大学院、大阪大学大学院、名古屋大学大学院、都留文科大学大学院、早稲田大学大学院、慶應義塾大学大学院等。

## 校友
- 藪野展也 - 漫畫家 連載漫畫《數碼寶貝》及《閃電十一人》作者
- 今邑彩   - 日本堆裡小說作家
- 佐野夢加 - 田徑選手 倫敦奥林匹克日本代表
- 渡辺玉枝 - 登山家 珠穆朗瑪峰女性登頂者最高年齡世界記錄保持者
- 砂川秀樹 - 文化人類學者 Tokyo Pride Parade代表・shure University顧問・東京大學講師・筑波大學講師
- 輿石東   -  政治家 日本民主黨幹事長・日本参議院議員会長
- 上杉隆   - 政治評論家 日本自由報導記者協會理事長
- 山本美香 - 著名戰地記者 於2012年8月，遭敍利亞政府軍襲擊後遇難身亡
- 石踊昌一 - 日本放送協會（NHK）播音員
- 湊秋作   - 日本環境研究所YAMANE博物館館長・日本環境教育学会運営委員・關西學院大學教授
- 阿部一   - 阿部一英語総合研究所所長・獨協大学研究所教授
- 安藤豊邨 - 書法家 日本刻字協會理事長・豐田書道聯盟理事長・日本書道協會評議員
- 奥秋四良 - 實業家 Takara Tomy股份有限公司董事兼副總裁
- 竹内昭   - 實業家 Oriental Land集團股份有限公司經理・東京迪士尼度假區線路運營股份有限公司前總裁

## 外部連結
- （日語） 都留文科大学（日文網站）
- （英文） 都留文科大学（英文網站）
- （日語） 都留文科大学附属小学（日文網站）